# Hugo Castañeira
Hugo José Castañeira (16 febbraio 1962 – Buenos Aires, 5 aprile 2021) è stato un dirigente sportivo e giocatore di calcio a 5 argentino.

## Biografia
Malato da tempo di tumore al pancreas, nel 2020 decise di lasciare l'Ecuador, dove si era stabilito, per ritornare in Argentina. È morto il 5 aprile 2021 a Buenos Aires.

## Carriera
Castañeira era un pivot lento e massiccio ma dotato di grande intelligenza tattica, abile nel difendere il pallone e servire assist ai compagni piuttosto che nel realizzare reti. Come massimo riconoscimento in carriera vanta la partecipazione, con la Nazionale di calcio a 5 dell'Argentina, al FIFA Futsal World Championship 1989 dove i sudamericani sono giunti alla seconda fase, eliminati nel girone comprendente Paraguay, Brasile e Stati Uniti. Ritiratosi nel 1994, fu per alcuni anni assistente di Vicente De Luise al Newell's Old Boys. In seguito si trasferì in Ecuador dove divenne direttore sportivo della Aucas e membro del consiglio direttivo della LigaPro.